# Hetaerina cruentata
Hetaerina cruentata là loài chuồn chuồn trong họ Calopterygidae. Loài này được Rambur mô tả khoa học đầu tiên năm 1842.

## Hình ảnh

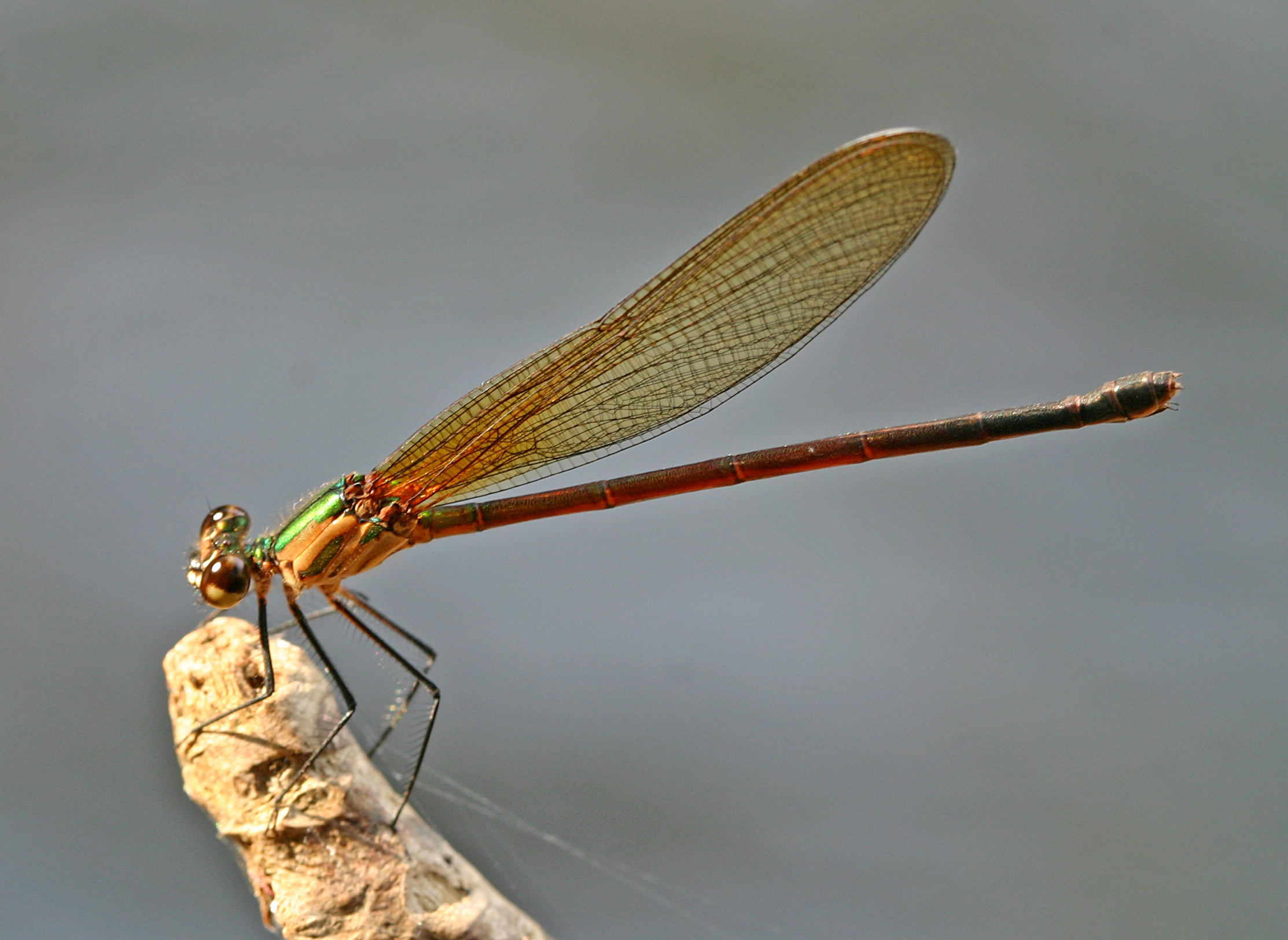
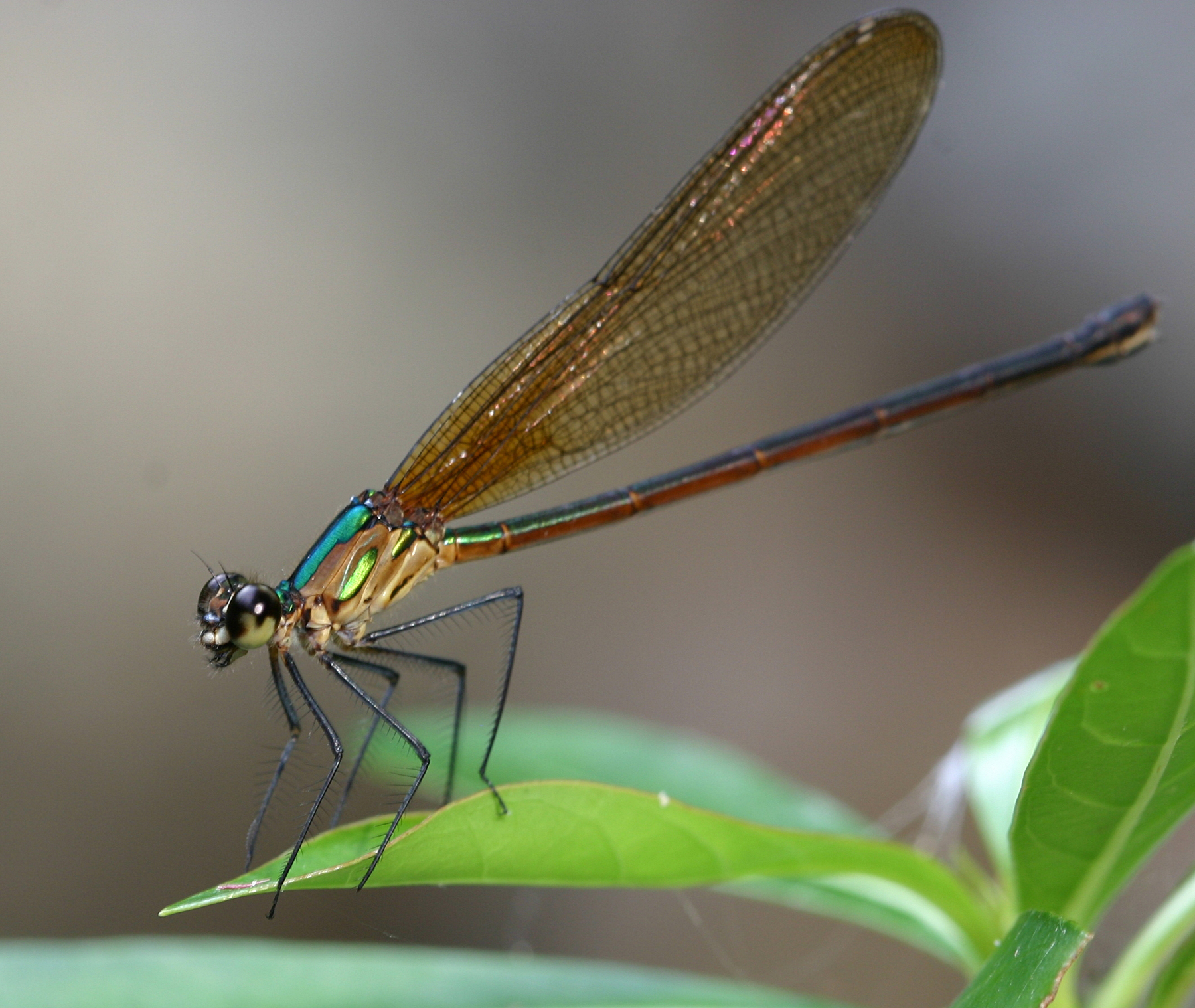
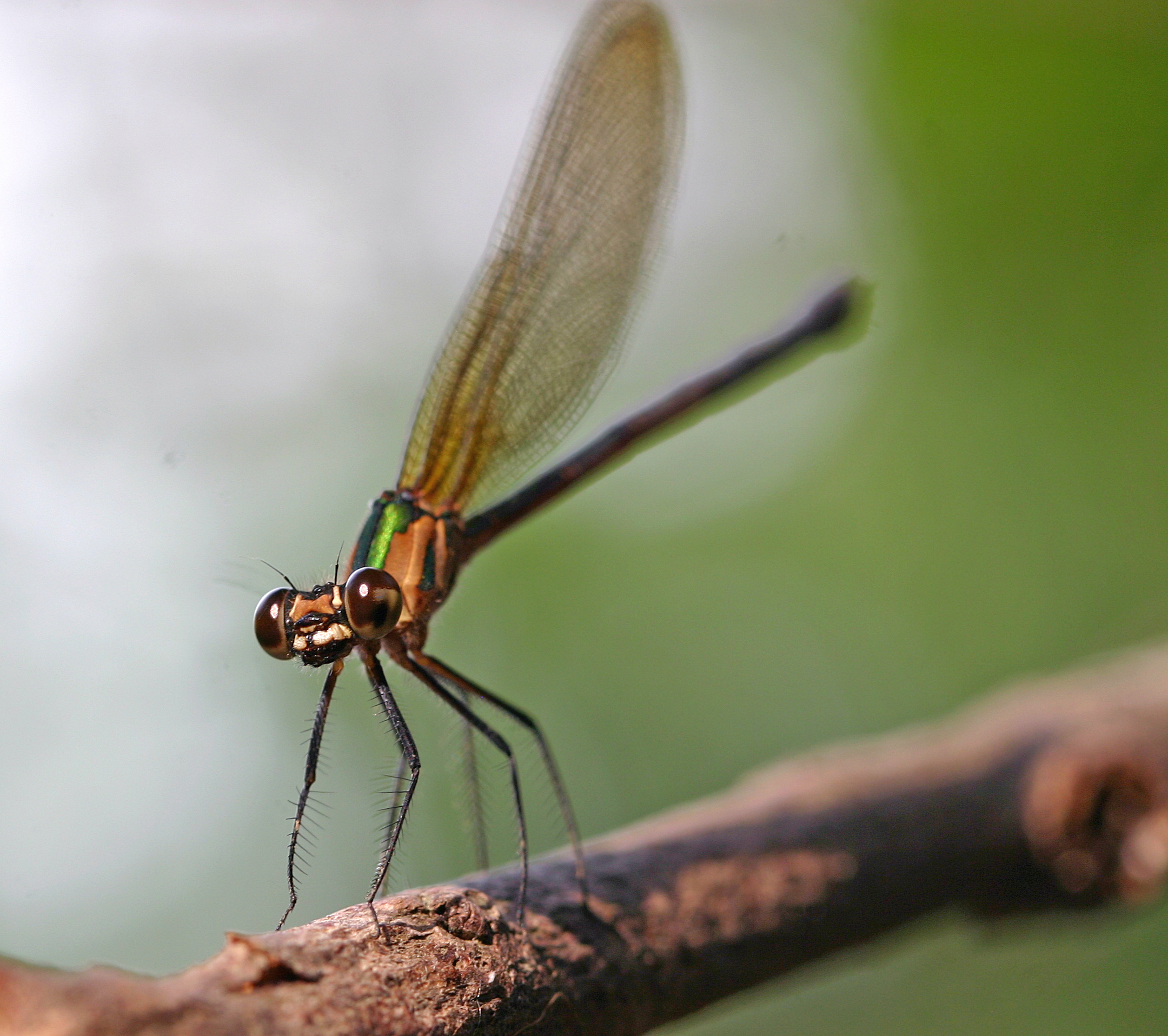